# Ash Brannon
Ashton Brannon, detto Ash (Columbus, 19 luglio 1969), è un animatore, sceneggiatore e regista statunitense, ha animato Toy Story - Il mondo dei giocattoli e contribuito alla scrittura e alla regia di Toy Story 2 - Woody e Buzz alla riscossa.
Sebbene la sua carriera sia incominciata alla Pixar, lavorò anche nella Dreamworks con La gang del bosco e nella Sony Pictures Animation con Surf's Up - I re delle onde.

## Filmografia

### Regista
- Toy Story 2 - Woody e Buzz alla riscossa (1999)
- Surf's Up - I re delle onde (2007)
- Rock Dog (2016)

### Sceneggiatore
- Toy Story 2 - Woody e Buzz alla riscossa (1999)
- Surf's Up - I re delle onde (2007)
- Rock Dog (2016)
- Arcane (2021)

### Reparto animazione
- La sirenetta (1989)
- Toy Story - Il mondo dei giocattoli (1995)
- A Bug's Life - Megaminimondo (1998)
- Toy Story 2 - Woody e Buzz alla riscossa (1999)
- Surf's Up - I re delle onde (2007)

## Curiosità
La sua targa d'auto è LZTYBRN, come quella del personaggio "Al" in Toy Story 2 - Woody e Buzz alla riscossa